# 마레

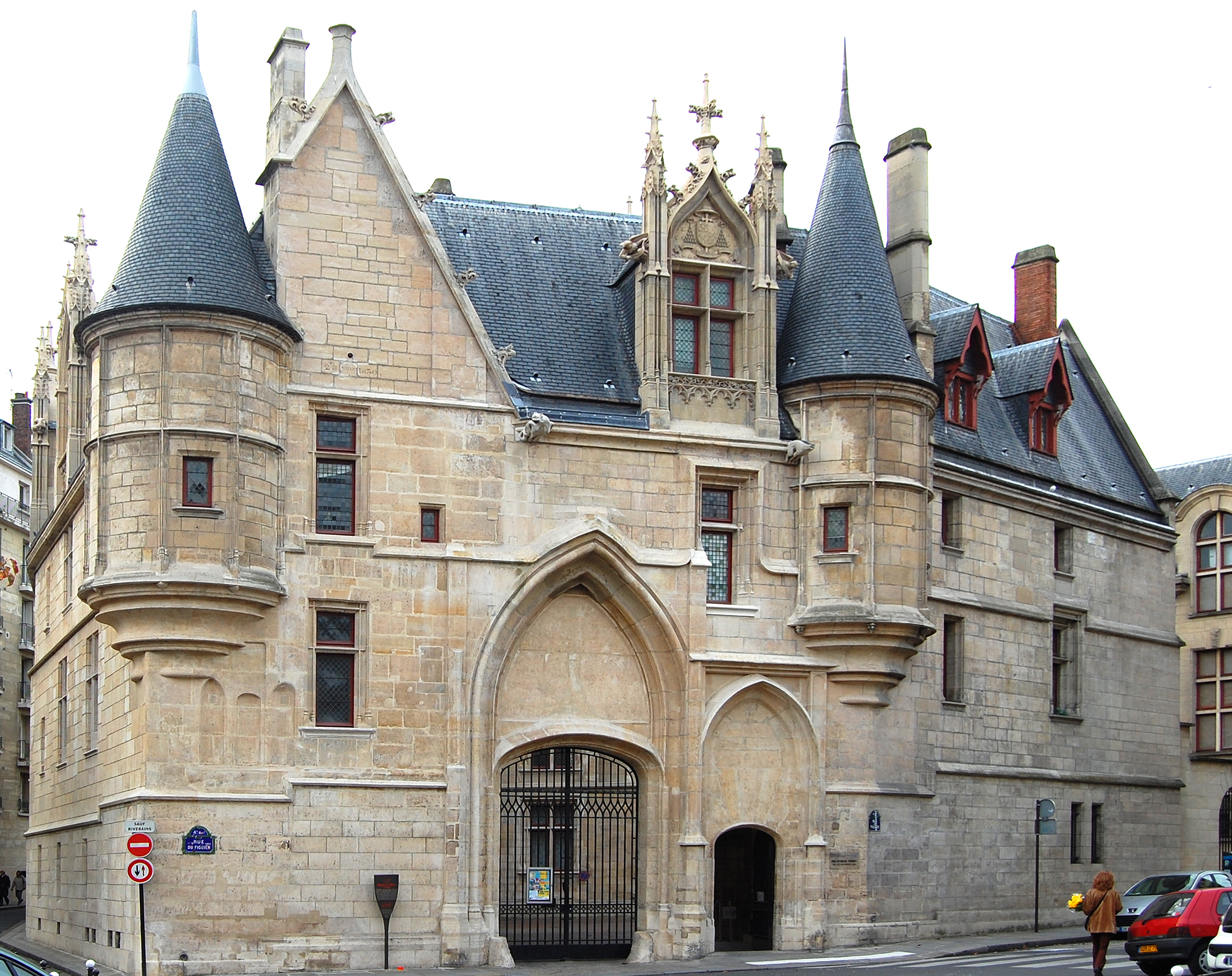
Hôtel de Sens

마레(프랑스어: Le Marais)는 프랑스 파리의 역사적 지역명(현행 행정구역이 아님)이다. 역사적 및 건축적 중요성이 높은 많은 뛰어난 건축물이 많이 있다. 파리 3구에서 4구에 걸쳐 있는 지역이다.

## 같이 보기
- 피카소 미술관 (파리)
- 유대 역사 미술관